# Cobertura del suelo

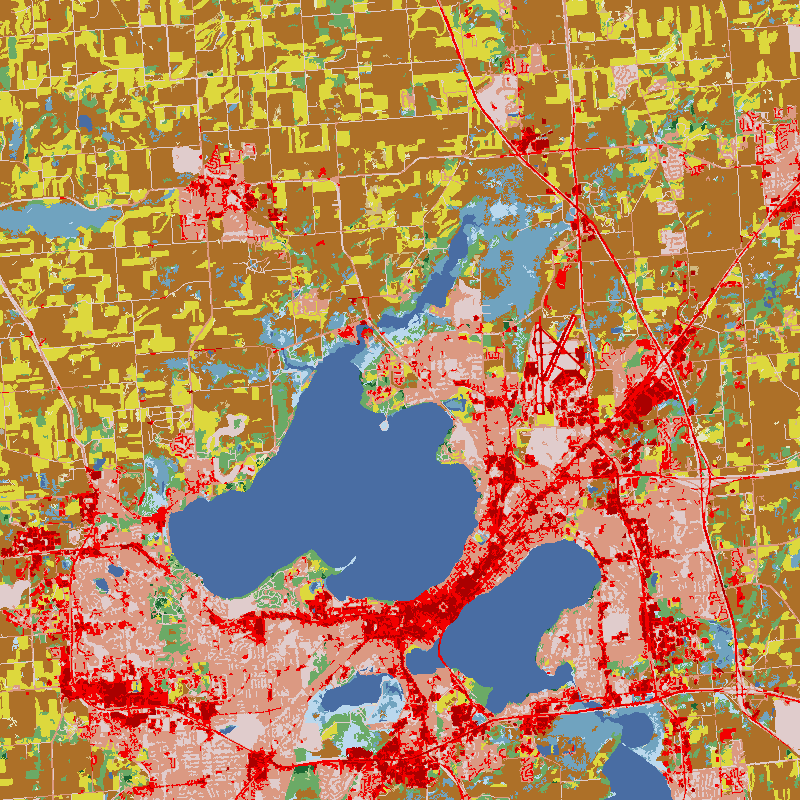
Cobertura de la tierra que rodea Madison, WI. Los campos son de color amarillo y marrón, el agua es de color azul y las superficies urbanas son de color rojo.

La cobertura del suelo es el material físico de la superficie de la tierra. Las coberturas del suelo incluyen césped, asfalto, árboles, suelo desnudo, agua, etc. La cobertura terrestre es la expresión utilizada por el ecologista Frederick Edward Clements que tiene su equivalente moderno más cercano a la vegetación. : 52 La expresión sigue siendo utilizada por la Oficina de Administración de Tierras de los Estados Unidos.
Hay dos métodos principales para capturar información sobre la cobertura del suelo: estudio de campo y análisis de imágenes de sensores remotos. Los modelos de cambio de la tierra se pueden construir a partir de este tipo de datos para evaluar cambios futuros en la cobertura de la tierra.
Uno de los principales problemas de la cobertura del suelo (al igual que con todos los inventarios de recursos naturales) es que cada encuesta define categorías con nombres similares de diferentes maneras. Por ejemplo, existen muchas definiciones de "bosque", a veces dentro de la misma organización, que pueden o no incorporar una serie de características diferentes del bosque (por ejemplo, altura del rodal, cubierta de dosel, ancho de la franja, inclusión de pastos y tasas de crecimiento para la producción de madera). Las áreas sin árboles pueden clasificarse como cubierta forestal "si la intención es volver a plantar" (Reino Unido e Irlanda), mientras que las áreas con muchos árboles pueden no etiquetarse como bosques "si los árboles no crecen lo suficientemente rápido" (Noruega y Finlandia).

## Distinción de "uso de la tierra"
La "cobertura del suelo" es distinta del "uso del suelo", el uso de la tierra es una descripción de cómo las personas utilizan la tierra y de la actividad socioeconómica. Los usos del suelo urbano y agrícola son dos de las clases de uso del suelo más comúnmente conocidas. En cualquier punto o lugar, puede haber usos múltiples y alternativos de la tierra, cuya especificación puede tener una dimensión política.

## Tipos

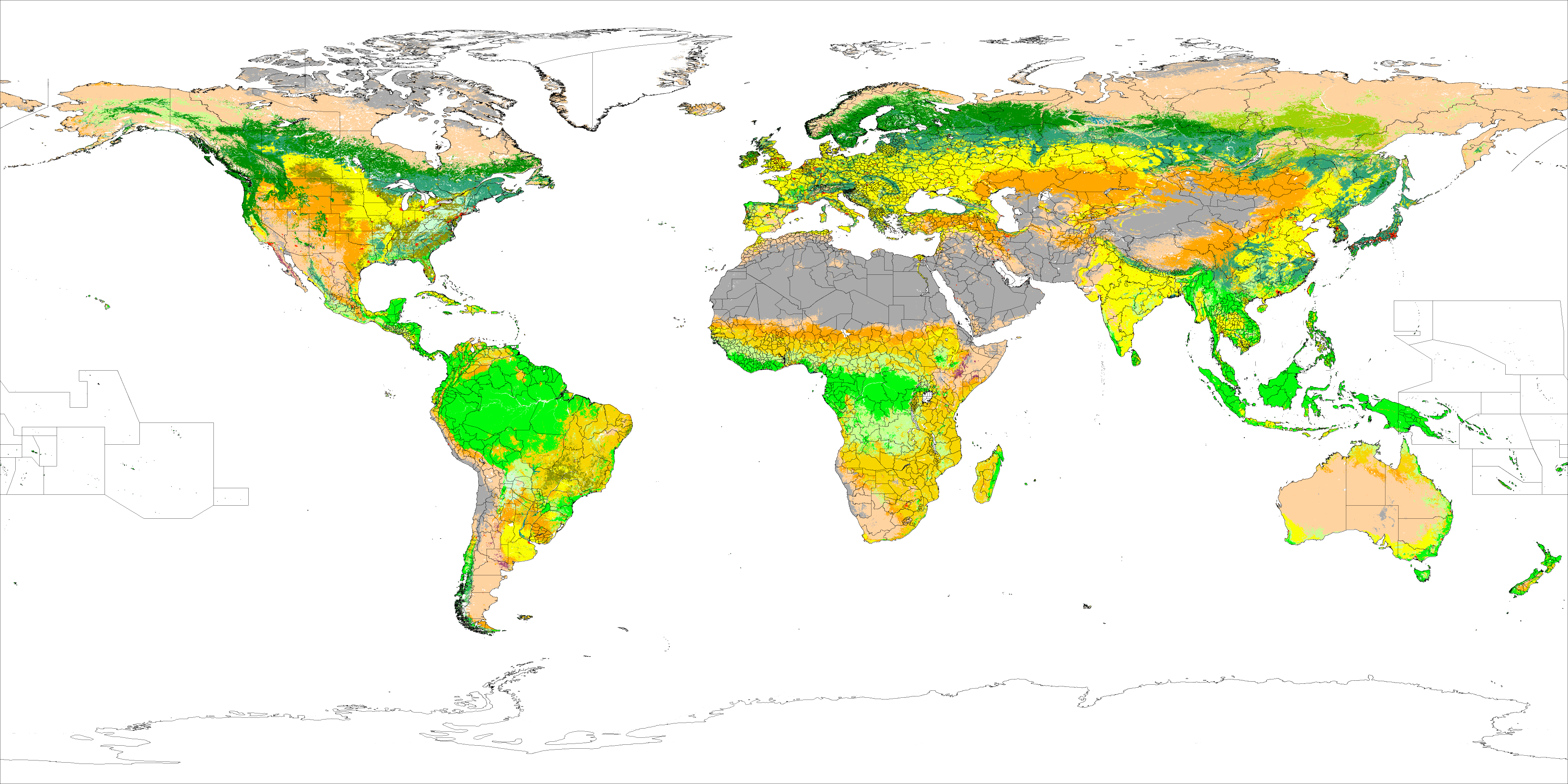
Cobertura del suelo por IGBP con 17 clases. Definición de clase Código de color
Agua
Árbol de hoja perenne Hoja de aguja Bosque
Árbol de hoja perenne Hojas anchas
Caducifolio Bosque de Hojas Agujas
Bosque caducifolio de hoja ancha
Bosque mixto
Matorral cerrado
Matorral abierto
Sabana boscosa
Sabana
Pastizales
Humedales permanentes
Tierras de cultivo
Área urbana y construcción
Mosaico de tierras de cultivo/vegetación natural
Nieve y Hielo
Estéril o escasamente vegetada

| Agua Árbol de hoja perenne Hoja de aguja Bosque Árbol de hoja perenne Hojas anchas Caducifolio Bosque de Hojas Agujas Bosque caducifolio de hoja ancha Bosque mixto Matorral cerrado Matorral abierto | Sabana boscosa Sabana Pastizales Humedales permanentes Tierras de cultivo Área urbana y construcción Mosaico de tierras de cultivo/vegetación natural Nieve y Hielo Estéril o escasamente vegetada |

La siguiente tabla son las estadísticas de cobertura terrestre de la Organización para la Agricultura y la Alimentación (FAO) con 14 clases.
| Código de la FAO | tipo                                                               | 1992     | 2001     | 2015      | Cuota  | cambiar fm 92 | Nota              |
| ---------------- | ------------------------------------------------------------------ | -------- | -------- | --------- | ------ | ------------- | ----------------- |
| [6970]           | Superficies artificiales (incluyendo áreas urbanas y asociadas)    | 26.04    | 34.33    | 55.40     | 0.37%  | 29.35         |                   |
| [6971]           | Cultivos herbáceos                                                 | 1 716.22 | 1 749.58 | 1 712.15  | 11.50% | -4.06         | Tierra cultivable |
| [6972]           | Cultivos leñosos                                                   | 162.86   | 181.32   | 199.90    | 1.34%  | 37.04         | Tierra cultivable |
| [6973]           | Cultivos múltiples o en capas                                      |          |          |           |        |               | Tierra cultivable |
| [6974]           | Áreas cubiertas de árboles                                         | 4 434.92 | 4 393.70 | 4 335.00  | 29.11% | -99.93        | gran disminución  |
| [6975]           | Manglares                                                          | 18.06    | 18,39    | 18.74     | 0.13%  | 0.67          |                   |
| [6976]           | Áreas cubiertas de arbustos                                        | 1 685.00 | 1 669.65 | 1 627.34  | 10.93% | -57.66        | gran disminución  |
| [6977]           | Arbustos y/o vegetación herbácea, acuática o regularmente inundada | 202.61   | 194.77   | 185.39    | 1.24%  | -17.23        |                   |
| [6978]           | Áreas con escasa vegetación natural                                | 891.78   | 878.69   | 868.07    | 5.83%  | -23.71        |                   |
| [6979]           | Tierra estéril                                                     | 2 001.25 | 2 000.87 | 1 884.00  | 12.65% | -117.25       | gran disminución  |
| [6980]           | Nieves permanentes y glaciares                                     | 78.59    | 84.32    | 84.29     | 0.57%  | 5.70          |                   |
| [6981]           | Masas de agua continentales                                        | 432.60   | 435.00   | 444.57    | 2.98%  | 11.97         |                   |
| [6982]           | Masas de agua costeras y zonas intermareales                       |          |          |           |        |               |                   |
| [6983]           | Pradera                                                            | 1 793.65 | 1 806.50 | 1 801.14  | 12.09% | 7.50          |                   |
|                  | Masa total de tierra                                               |          |          | 14 893.91 | 100%   |               |                   |

## Cartografía

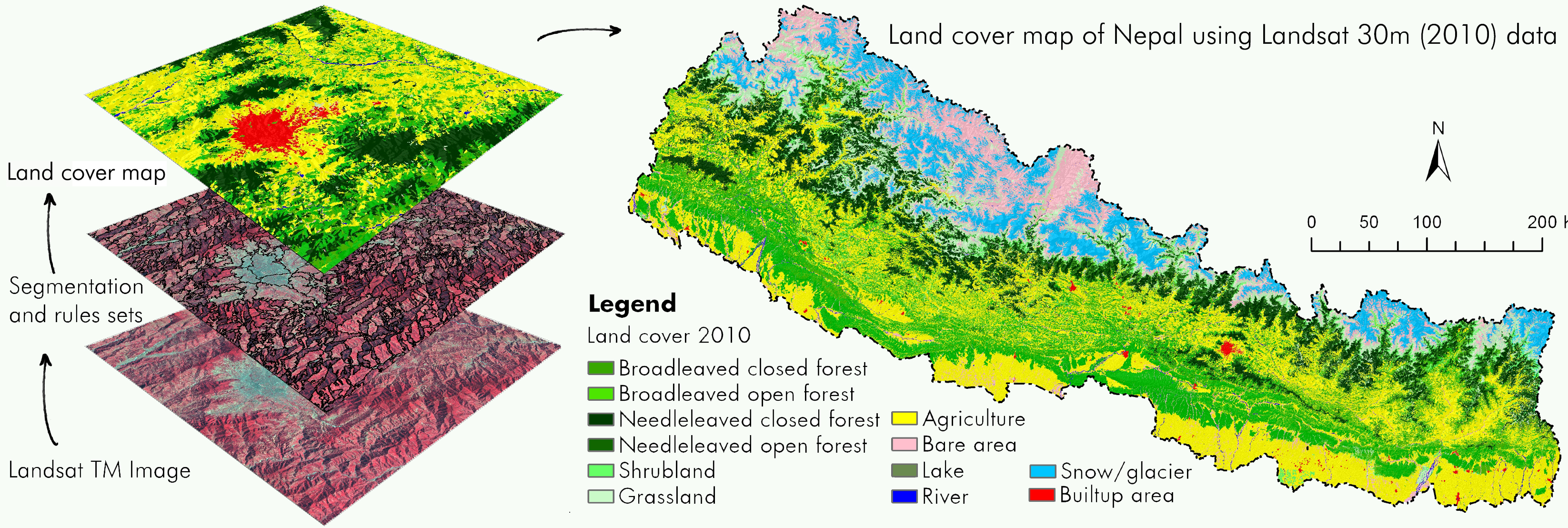
Proceso de mapeo de cobertura terrestre usando imágenes TM

La detección de cambios en la cobertura del suelo mediante sensores remotos y datos geoespaciales proporciona información de referencia para evaluar los impactos del cambio climático en los hábitats y la biodiversidad, así como en los recursos naturales, en las áreas objetivo. La detección y el mapeo del cambio de la cobertura terrestre es un componente clave de la ciencia interdisciplinaria del cambio terrestre, que lo utiliza para determinar las consecuencias del cambio terrestre en el clima.
Aplicación del mapeo de cobertura terrestre
- Planificación local y regional
- Gestión de desastres
- Evaluaciones de vulnerabilidad y riesgo
- Gestión ecológica
- Seguimiento de los efectos del cambio climático
- Manejo de Vida Silvestre.
- Futuros alternativos del paisaje y conservación
- Pronóstico ambiental
- Evaluación de impacto ambiental
- Desarrollo de políticas

## Otras lecturas
- Lex Comber (2005). «What Is Land Cover?». Environment and Planning B: Planning and Design (32): 199-209.
- Di Gregorio, Antonio (2000). «Land Cover Classification System: Classification Concepts and User Manual». Food and Agriculture Organization.
- Pete Fisher (2005).  Peter Fisher, David Unwin, ed. Land use and Land cover: Contradiction or Complement. pp. 85-98.
- Iván Balenovic; et al. (2015). " Evaluación de la calidad del modelo de superficie digital de alta densidad sobre diferentes clases de cobertura terrestre ". PERIODICUM BIOLOGORUM. VOLUMEN 117, nº 4, págs. 459–470, 2015